# Daniel Weyman
Pour les articles homonymes, voir Weyman.
Daniel Weyman (né en 1977 à Newcastle) est un acteur anglais.
Il a fait du théâtre, joue pour la télévision et travaille aussi pour la radio. Il a été nommé lors des TMA Theatre Award en 2006, et obtient un premier rôle au cinéma dans le film Just Inès de Marcel Grant en 2010.

## Filmographie

### Télévision

#### Téléfilms
- 2005 : Colditz : La Guerre des évadés

#### Séries télévisées
- 2022 : Le Seigneur des anneaux : Les Anneaux de pouvoir : Gandalf

### Cinéma
- 2010 : Just Inès : Tom Jackson
- 2011 : Comply :  Jack Hughes
- 2012 : Day of the Flowers
- 2012 : Great Expectations